# Bezirk Lemberg

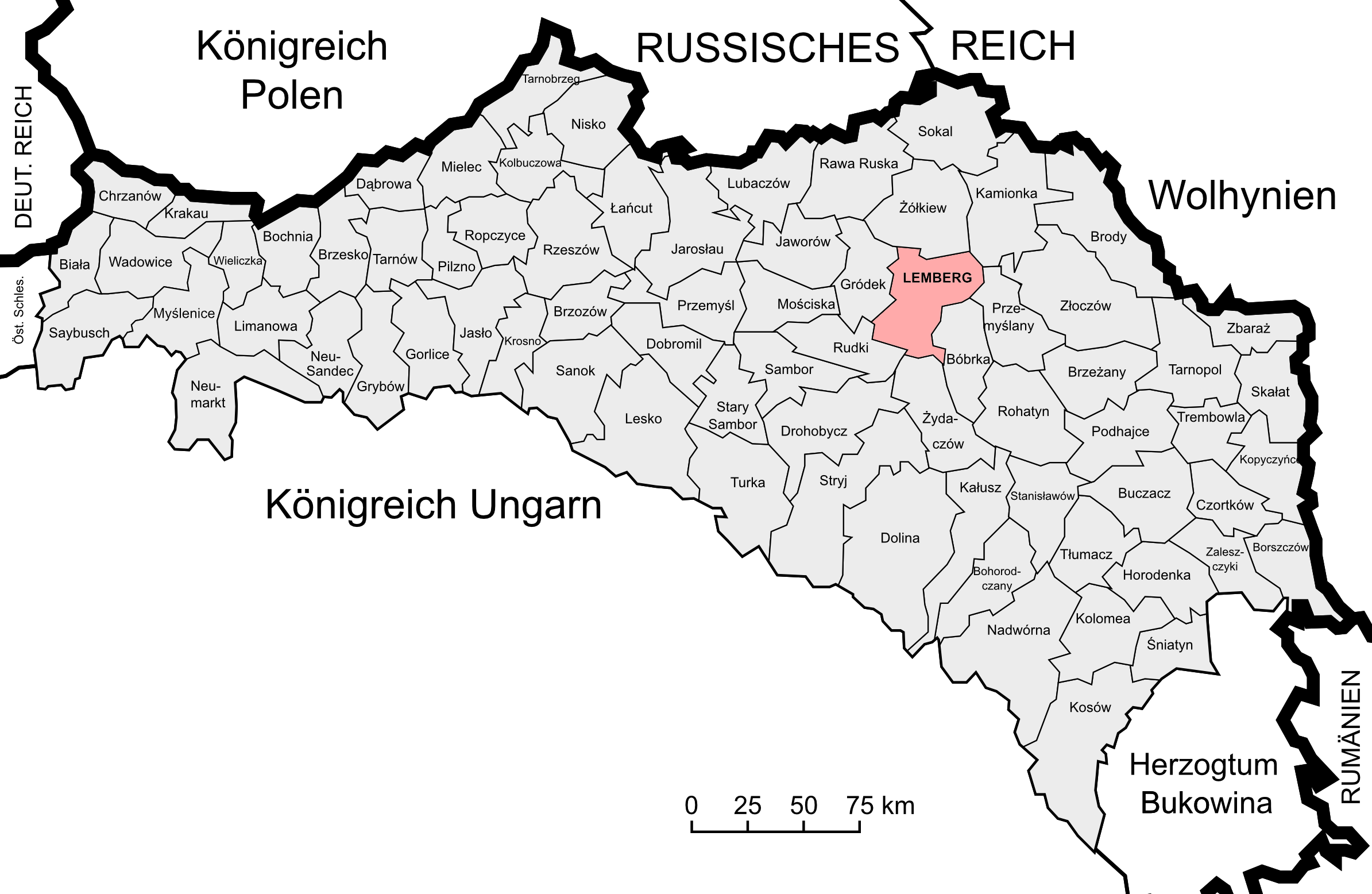
Lage des Bezirks Lemberg im Kronland Galizien und Lodomerien

Der Bezirk Lemberg (Landbezirk) war ein politischer Bezirk im Kronland Galizien und Lodomerien. Sein Gebiet umfasste Teile Ostgaliziens in der heutigen Westukraine (Oblast Lwiw, Rajon Pustomyty sowie Teile des Rajons Schowkwa, Rajons Kamjanka-Buska, Rajons Jaworiw und des Rajons Mykolajiw). Sitz der Bezirkshauptmannschaft war die Stadt Lemberg. Nach dem Ersten Weltkrieg musste Österreich den gesamten Bezirk an Polen abtreten.
Der Bezirk Lemberg grenzte im Norden an den Bezirk Żółkiew, im Nordosten an den Bezirk Kamionka Strumiłowa, im Osten an den Bezirk Przemyślany, im Südosten an den Bezirk Bóbrka, im Süden an den Bezirk Żydaczów, im Südwesten an den Bezirk Rudki sowie im Westen an den Bezirk Gródek Jagielloński. Die Stadt Lemberg wurde komplett vom Bezirksgebiet umschlossen, bildete jedoch einen Bezirksstadt mit eigenem Status.

## Geschichte
Ein Vorläufer des späteren Bezirks (Verwaltungs- und Justizbehörde zugleich) wurde zum Ende des Jahres 1850 geschaffen, die Bezirkshauptmannschaft Lemberg war dem Regierungsgebiet Lemberg unterstellt und umfasste folgende Gerichtsbezirke:
- Gerichtsbezirk Lemberg Umgebung
- Gerichtsbezirk Kulików
- Gerichtsbezirk Winniki
- Gerichtsbezirk Szczerzec

Nach der Kundmachung im Jahre 1854 kam es am 29. September 1855 zur Einrichtung des Bezirksamtes Lemberg (weiterhin für Verwaltung und Gerichtsbarkeit zuständig) innerhalb des Kreises Lemberg.
Nachdem die Kreisämter Ende Oktober 1865 abgeschafft wurden und deren Kompetenzen auf die Bezirksämter übergingen, schuf man nach dem Österreichisch-Ungarischen Ausgleich 1867 auch die Einteilung des Landes in zwei Verwaltungsgebiete ab. Zudem kam es im Zuge der Trennung der politischen von der judikativen Verwaltung zur Schaffung von getrennten Verwaltungs- und Justizbehörden. Während die gerichtliche Einteilung weitgehend unberührt blieb, fasste man Gemeinden mehrerer Gerichtsbezirke zu Verwaltungsbezirken zusammen.
Der neue politische Bezirk Lemberg wurde aus folgenden Bezirken gebildet:
- Bezirk Lemberg (mit 40 Gemeinden)
- Bezirk Winniki (mit 37 Gemeinden)
- Bezirk Szczerzec (mit 38 Gemeinden)

Zwischen 1900 und 1910 wurden die drei Gemeinden Kahujów, Honiatycze und Werbiż im Süden aus dem Bezirk Rudki angeschlossen.
Der Bezirk Lemberg bestand bei der Volkszählung 1910 aus 135 Gemeinden sowie 120 Gutsgebieten und umfasste eine Fläche von 1292 km². Hatte die Bevölkerung 1900 noch 128.023 Menschen umfasst, so lebten hier 1910 161.580 Menschen. Auf dem Gebiet lebten dabei mehrheitlich Menschen mit polnischer Umgangssprache (61 %) und römisch-katholischem Glauben, Juden machten rund 9 % der Bevölkerung aus.

### In Polen
In der Zwischenkriegszeit in Polen wurde nur die Gemeinde Rokitno im Nordwesten aus dem Bezirk Gródek Jagielloński vor dem Jahr 1931 angeschlossen. 1931 wurde dagegen die Stadt Lwów durch Eingemeindungen der Dorfgemeinden Zamarstynów, Hołosko Małe, Kleparów, Sygniówka, Kulparków und Zniesienie sowie Teile von Biłohorszcze, Kozielniki und Krzywczyce vergrößert (insgesamt 3106 Hektar mit um 50.000 Einwohnern).

### Einwohnerentwicklung
| Jahr                                             | Ein- wohner | Polnisch- sprachige | Ruthenisch(/Ukrainisch)- sprachige | Deutsch(/Jiddisch)- sprachige | Römisch-katholisch | Griechisch-katholisch | Evangelisch | Juden  |
| ------------------------------------------------ | ----------- | ------------------- | ---------------------------------- | ----------------------------- | ------------------ | --------------------- | ----------- | ------ |
| 1880                                             | 98091       | 42116 (42,93 %)     | 47728 (48,66 %)                    | 8388 (8,55 %)                 | 38425              | 49076                 | 3638        | 7969   |
| 1890                                             |             | 43,68 %             | 50,35 %                            | 5,93 %                        |                    |                       |             |        |
| 1900                                             | 128.023     | 60773 (47,64 %)     | 57414 (46,39 %)                    | 7472 (5,94 %)                 | 49.580             | 62.060                | 3983        | 10.308 |
| 1910                                             | 161.580     | 61,56 %             | 36,61 %                            | 1,8 %                         |                    |                       |             |        |
| 1921 (Nationalität an Stelle der Umgangssprache) | 143.279     | 84.720 (55,7 %)     | 51.398                             | 1812                          | 67.409             | 63.495                | 2502        | 9734   |
| 1931                                             | 142.881     | 80.712 (56,52 %)    | 58.395 (40,89 %)                   | 1809 (1,27 %)                 |                    |                       |             |        |

## Ortschaften
Auf dem Gebiet des Bezirks bestanden 1910 Bezirksgerichte in Lemberg, Szczerzec und Winniki, diesen waren folgende Orte zugeordnet:
Gerichtsbezirk Lemberg Umgebung:
- Basiówka
- Biłohorszcze
- Borki Dominikańskie
- Borki Janowskie
- Brzuchowice
- Ceperów
- Dublany
- Grzęda
- Grzybowice
- Hodowica
- Hołosko Male
- Hołosko Wielkie
- Stadt Jaryczów Nowy
- Jaryczów Stary
- Kaltwasser
- Kleparów
- Kościejów
- Kozice
- Kozielniki
- Krzywczyce
- Kuhajów
- Markt Kukizów
- Kulparków
- Laszki Murowane
- Malechów
- Pasieki Zubrzyckie
- Podciemno
- Podliski Małe
- Podliski Wielkie
- Prusy
- Remenów
- Rudańce
- Rudno
- Rzęsna Polska
- Rzęsna Ruska
- Sichów
- Sieciechów
- Skniłów
- Skniłówek
- Sokolniki
- Solonka
- Sroki Lwowskie
- Stroniatyn
- Sygniówka
- Wisłoboki
- Wołków
- Wulka Hamulecka
- Zagórze
- Zamarstynów
- Zapytów
- Zarudce
- Zaszków
- Zawadów
- Zboiska
- Zimna Woda
- Zimna Wodka
- Zniesienie
- Zubrza
- Żydatycze
- Żyrawka

Gerichtsbezirk Szczerzec:
- Brodki
- Chrusno Nowe
- Chrusno Stare
- Czerkasy
- Dmytrze
- Dobrzany
- Dornfeld
- Einsiedel
- Falkenstein
- Glinna
- Głuchowiec
- Honiatycze
- Horbacze
- Humieniec
- Jastrzębków
- Kahujów
- Krasów
- Łany
- Leśniowice
- Lindenfeld
- Lubiana
- Maliczkowice
- Miłoszowice
- Mostki bestehend aus den Ortsteilen Malinówka und Mostki
- Nagórzany
- Markt Nawarya
- Nikonkowice
- Nowosiółki
- Ostrów
- Piaski
- Podsadki
- Polana
- Polanka
- Popielany
- Porszna
- Pustomyty
- Rakowiec
- Reichenbach
- Rosenberg
- Serdyca
- Siemianówka
- Sroki ad Szczerzec
- Stadt Szczerzec
- Werbiż
- Zagródki

Gerichtsbezirk Winniki:
- Barszczowice
- Biłka Królewska
- Biłka Szlachecka
- Czarnuszowice
- Czerepin
- Czyszki
- Czyżyków
- Dawidów
- Dmytrowice
- Gaje
- Gańczary
- Głuchowice
- Hermanów
- Kamienopol
- Krotoszyn
- Lesienice
- Mikłaszów
- Milatycze
- Pikułowice
- Podbereźce
- Podborce
- Siedliska
- Tołszczów
- Weinbergen bestehend aus den Ortsteilen Unterbergen und Weinbergen
- Winniczki
- Winniki
- Zuchorzyce
- Żurawniki